# Gargunnock
Gargunnock è una località della Scozia, situata nell'area di consiglio di Stirling.